# Mineiros do Tietê (kommun)
Mineiros do Tietê är en kommun i Brasilien.   Den ligger i delstaten São Paulo, i den sydöstra delen av landet, 700 km söder om huvudstaden Brasília. Antalet invånare är 12 042.
Följande samhällen finns i Mineiros do Tietê:
- Mineiros do Tietê

Omgivningarna runt Mineiros do Tietê är en mosaik av jordbruksmark och naturlig växtlighet. Runt Mineiros do Tietê är det ganska glesbefolkat, med 43 invånare per kvadratkilometer.